# 姶良市消防本部
姶良市消防本部（あいらししょうぼうほんぶ）は、鹿児島県姶良市の消防部局（消防本部）。管轄区域は姶良市全域。

## 概要
- 消防本部：鹿児島県姶良市加治木町木田2040番地
- 管内面積：231.25km2
- 職員数：90人
- 消防署1カ所、分遣所2カ所

### 主力機械
2015年4月1日現在
- 水槽付消防ポンプ自動車：4
- 小型動力ポンプ積載車：3
- 救助工作車：1
- 指揮車：1
- 資機材搬送車：1
- 救急車：5
- その他：3

## 沿革
- 1971年4月1日 姶良郡加治木町・姶良町・蒲生町及び溝辺町の4町により姶良郡西部消防組合が発足する。
- 1972年
  - 4月1日 仮設の消防署1署及び分遣所2所で消防業務を開始する。
  - 5月31日 蒲生分遣所庁舎が落成する。
  - 8月10日 消防本部・消防署庁舎が落成する。
  - 9月15日 溝辺分遣所庁舎が落成する。
- 1994年4月1日 鹿児島郡吉田町が消防組合に加入する。吉田分遣所が落成する。
- 1998年4月1日 姶良分遣所が業務を開始する。
- 2004年11月1日 鹿児島郡吉田町が鹿児島市に編入合併されるのに伴い、消防組合から離脱する。吉田分遣所は鹿児島市消防局中央消防署吉田分遣隊となる。
- 2005年11月7日 姶良郡溝辺町が国分市など1市5町と合併し霧島市が発足するのに伴い、消防組合から離脱する。溝辺分遣所は霧島市消防局中央消防署溝辺分遣所となる。
- 2010年3月23日 姶良郡加治木町・姶良町及び蒲生町が合併し姶良市が誕生するのに伴い、姶良郡西部消防組合は解散し姶良市消防本部が発足する。

## 組織
- 本部 - 消防総務課、警防課、予防課
- 消防署

## 消防署
| 消防署     | 住所               | 分遣所                                            |
| ---------- | ------------------ | ------------------------------------------------- |
| 中央消防署 | 加治木町木田2040-1 | 姶良：平松2964番地6号 蒲生：蒲生町白男1948番地1号 |